# سمكة هارليكوين ذات الأنياب
سمكة هارليكوين ذات الأنياب هي نوع من أسماك الكيدميات وأصلها من المحيط الهادي. أحيانا تداولها هواء تربية أسماك الزينة.